# Decathlon
Il decathlon è una specialità sia maschile che femminile dell'atletica leggera, composta da dieci gare di diverse discipline. Fa parte delle prove multiple.
Nelle competizioni internazionali il decathlon è ufficialmente riservato agli uomini, mentre la corrispondente disciplina femminile è l'eptathlon, composto da sette gare. Esiste anche una versione femminile del decathlon, ufficialmente ratificata dalla World Athletics, che tuttavia viene disputata solo in alcuni meeting.
Il record mondiale maschile della specialità è detenuto dal francese Kévin Mayer con 9 126 punti, punteggio stabilito il 16 settembre 2018 a Talence, in Francia.

## Caratteristiche
Il decathlon si svolge in due giornate, con cinque gare per ciascuna giornata.
Nella prima giornata si svolgono:
- 100 metri piani
- salto in lungo
- getto del peso
- salto in alto
- 400 metri piani

Nella seconda si svolgono:
- 110 metri ostacoli
- lancio del disco
- salto con l'asta
- lancio del giavellotto
- 1500 metri piani

A ogni prestazione ottenuta è associato un punteggio, secondo apposite tabelle certificate dalla World Athletics. Al termine delle dieci prove, la somma dei risultati determina il vincitore.
Il decathlon è la disciplina più completa dell'atletica leggera, in quanto comprende prove di velocità, salto, lancio e resistenza. Proprio per questa polivalenza, le prestazioni che gli atleti ottengono nelle varie discipline non sono al livello di quelle degli specialisti di ogni singola prova, tranne per atleti che, partiti come specialisti in una singola disciplina, hanno poi intrapreso la strada del decathlon.
I decatleti sono dotati di un'ottima velocità ed esplosività, poiché la maggior parte delle specialità prevedono queste doti, mentre la gara conclusiva, quella dei 1500 metri piani, richiede doti di resistenza ben diverse da quelle necessarie in tutte le altre.

## Storia
Il decathlon è stata l'ultima gara ad essere entrata nel programma ufficiale dell'atletica leggera. Fu elaborato nel 1911 da una commissione di studiosi svedesi. Il primo decathlon ufficiale venne disputato alle Olimpiadi di Stoccolma del 1912.
L'antesignano del decathlon fu l'all around americano. Il suo schema comprendeva 4 gare su pista (compresa la marcia), 3 salti e 3 lanci. Questa tipologia di decathlon venne disputata solo in una Olimpiade, quella del 1904 a Saint Louis. Ai primi sei posti giunsero solo atleti residenti negli Stati Uniti. Il vincitore era un oriundo irlandese.
Intanto, ai Giochi intermedi di Atene del 1906 era stato inaugurato il pentathlon, con questo programma:
- salto in lungo,
- lancio del giavellotto,
- 200 metri piani,
- lancio del disco,
- lotta greco-romana.

La prova, che aveva chiaramente come modello il pentathlon degli antichi greci, si svolgeva in un solo giorno.
Già ai Giochi di Stoccolma del 1912 ci fu un cambiamento: al posto della lotta vennero introdotti i 1500 metri. Alle stesse Olimpiadi, inoltre, venne introdotto il pentathlon moderno come sport autonomo, su indicazione di Pierre de Coubertin, il fondatore delle Olimpiadi moderne.
Il pentathlon e il decathlon convissero insieme per tre Olimpiadi, in quanto il pentathlon venne soppresso dopo Parigi 1924. 
Quasi certamente la commissione che creò il decathlon si ispirò all'all around americano.
È interessante confrontare decathlon ed all around per capire in cosa differirono le scelte degli svedesi. Lo schema 4 (pista) + 3 (salti) + 3 (lanci) venne conservato integralmente.
Pista: l'all around si apriva con le 100 iarde e si chiudeva con il miglio. Gli svedesi tradussero semplicemente in metri: i 100 metri sono la prima gara e i 1500 l'ultima. Anche le 120 iarde ad ostacoli vennero puramente tradotte in metri. Al posto della marcia, la scelta cadde sui 400 metri piani, che non sono né una gara di velocità né una gara di resistenza, ma sommano tutt'e due le qualità.
Concorsi: le due specialità meno conosciute dagli svedesi, e pertanto escluse, erano il salto triplo e il lancio del martello, che all'epoca erano praticate esclusivamente nelle isole britanniche e negli Stati Uniti (grazie all'immigrazione irlandese nel Nordamerica), mentre rimasero salto in alto, salto con l'asta e salto in lungo.
Per quanto riguarda i lanci, i lanci del disco e del giavellotto vennero mantenuti, in quanto già molto popolari nei paesi scandinavi. Detto della soppressione del martello (e della sua variante con maniglie), bisognava solamente decidere quale tipo di getto del peso effettuare. Gli americani praticavano sia il getto del peso da 16 libbre che quello da 56 libbre, mentre gli svedesi praticavano solo quello da 16 libbre, pertanto fu scelto quest'ultimo.
Il decathlon, quindi, è il risultato di un ragionamento teorico (lo schema 4+3+3) unito a molti aggiustamenti pratici.
Il primo decathlon, quello dei Giochi olimpici di Stoccolma, venne svolto nell'arco di tre giorni, tra il 13 e il 15 luglio 1912 (3 gare il primo giorno, tre il secondo e quattro il terzo). La scelta di dividerlo in due giornate venne presa pochi anni più tardi.

## Tabella punteggi

### Variazioni della tabella
- Dal 1921 al 1933
- Dal 1934 al 1949
- Dal 1950 al 1961
- Dal 1962 al 1984
- Dal 1985 a tutt'oggi

### Tabella in vigore
La tabella attuale è in vigore dal 1985.
- Punteggio = A x (B-P) C - per le gare su pista
- Punteggio = A x (P-B) C - per i concorsi

Ove P è la prestazione stabilita dall'atleta ed i coefficienti A, B e C sono i seguenti per ogni prova:
| Specialità             | Unità di misura | A       | B    | C    |
| ---------------------- | --------------- | ------- | ---- | ---- |
| 100 metri piani        | Secondi         | 25,4347 | 18   | 1,81 |
| Salto in lungo         | Centimetri      | 0,14354 | 220  | 1,4  |
| Getto del peso         | Metri           | 51,39   | 1,5  | 1,05 |
| Salto in alto          | Centimetri      | 0,8465  | 75   | 1,42 |
| 400 metri piani        | Secondi         | 1,53775 | 82   | 1,81 |
| 110 metri ostacoli     | Secondi         | 5,74352 | 28,5 | 1,92 |
| Lancio del disco       | Metri           | 12,91   | 4    | 1,1  |
| Salto con l'asta       | Centimetri      | 0,2797  | 100  | 1,35 |
| Lancio del giavellotto | Metri           | 10,14   | 7    | 1,08 |
| 1500 metri piani       | Secondi         | 0,03768 | 480  | 1,85 |

Per quanto riguarda le unità di misura: per i 100, i 400, i 110 ostacoli e i 1500 metri piani si considerano i secondi (con le relative frazioni); per il salto in lungo, il salto in alto e il salto con l'asta si considerano i centimetri; per il getto del peso, il lancio del disco e il lancio del giavellotto si considerano i metri (con le relative frazioni).
Esempio
- Gara su pista: 10"50 sui 100 m = A x (B-P) C = 25,4347 x (18-10,50) 1,81 = 975,63 = 975 (si approssima sempre per difetto)
- Concorso: 5,00 m nell'asta = A x (P-B) C = 0,2797 x (500-100) 1,35 = 910,90 = 910 (si approssima sempre per difetto)

## Record

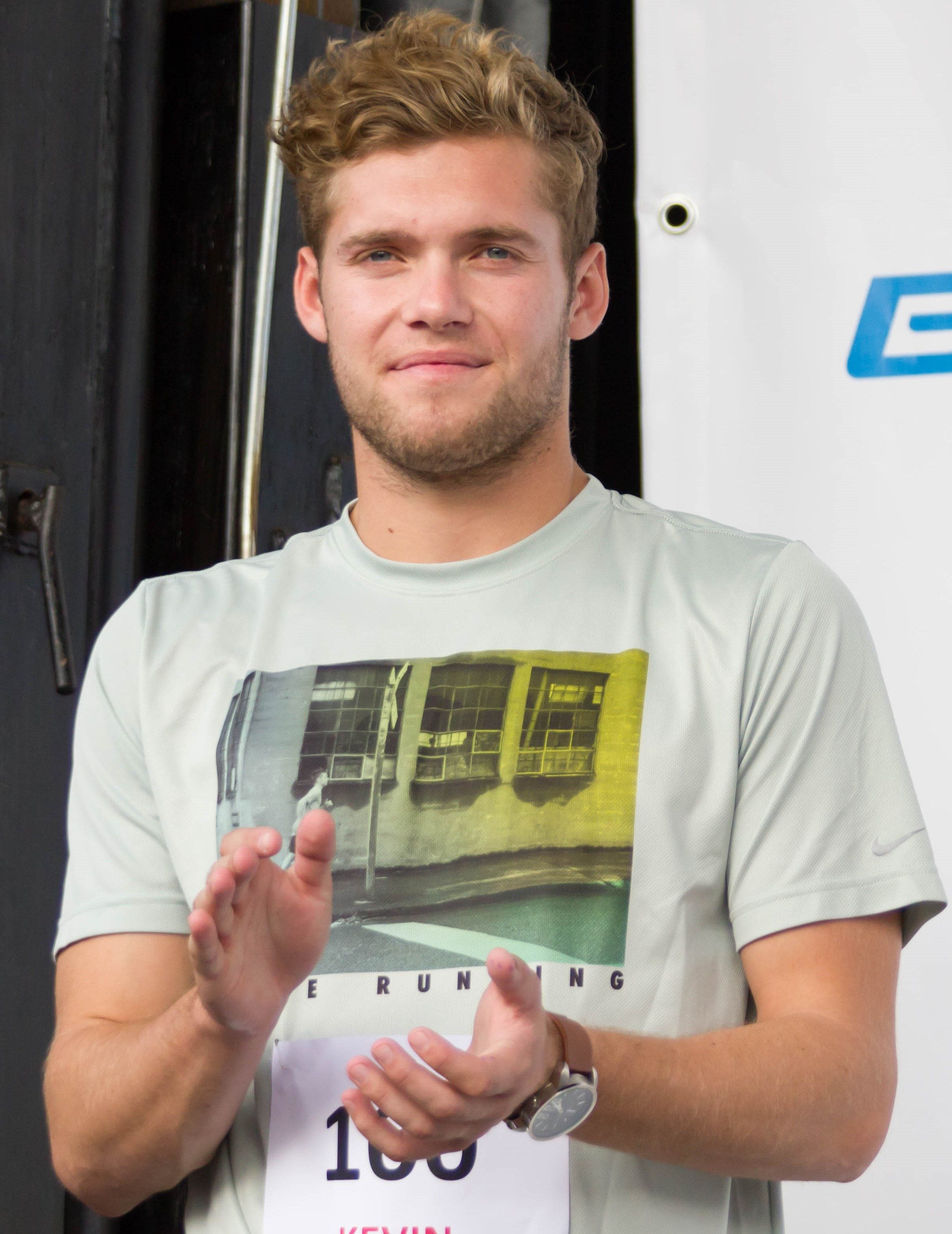
Kévin Mayer, primatista mondiale del decathlon

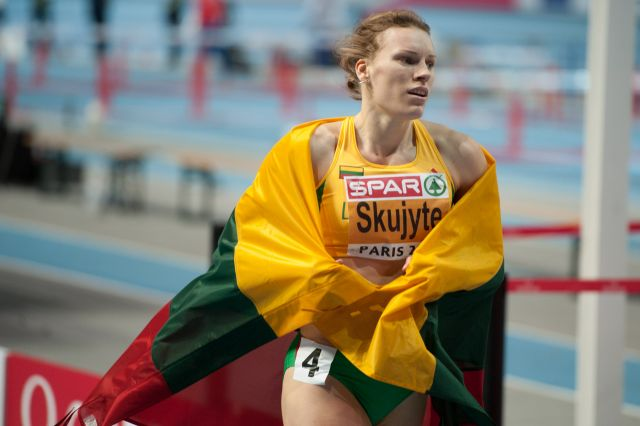
Austra Skujytė, detentrice del record mondiale femminile

### Maschili
Statistiche aggiornate al 5 agosto 2021.
|                             | Punti | Atleta         | Luogo          | Data              |
| --------------------------- | ----- | -------------- | -------------- | ----------------- |
| Record mondiale             | 9 126 | Kévin Mayer    | Talence        | 16 settembre 2018 |
| Record olimpico             | 9 018 | Damian Warner  | Tokyo          | 5 agosto 2021     |
| Record africano             | 8 521 | Larbi Bourrada | Rio de Janeiro | 18 agosto 2016    |
| Record asiatico             | 8 725 | Dmitrij Karpov | Atene          | 24 agosto 2004    |
| Record europeo              | 9 126 | Kévin Mayer    | Talence        | 16 settembre 2018 |
| Record nord-centroamericano | 9 045 | Ashton Eaton   | Pechino        | 29 agosto 2015    |
| Record oceaniano            | 8 649 | Ashley Moloney | Tokyo          | 5 agosto 2021     |
| Record sudamericano         | 8 393 | Carlos Chinin  | San Paolo      | 8 giugno 2013     |

### Femminili
Statistiche aggiornate al 12 marzo 2021.
|                     | Punti    | Atleta           | Luogo    | Data              |
| ------------------- | -------- | ---------------- | -------- | ----------------- |
| Record mondiale     | 8 358    | Austra Skujytė   | Columbia | 15 aprile 2005    |
| Record asiatico     | 7 798    | Irina Karpova    | Talence  | 26 settembre 2004 |
| Record europeo      | 8 358    | Austra Skujytė   | Columbia | 15 aprile 2005    |
| Record sudamericano | 6 570 nw | Andrea Bordalejo | Rosario  | 28 novembre 2004  |

Legenda:
: record mondiale
: record olimpico
: record africano
: record asiatico
: record europeo
: record nord-centroamericano e caraibico
: record oceaniano
: record sudamericano

## Migliori atleti

### Maschili
Statistiche aggiornate al 2 giugno 2025.
|     | Punti | Atleta            | Luogo        | Data              |
| --- | ----- | ----------------- | ------------ | ----------------- |
| 1.  | 9 126 | Kévin Mayer       | Talence      | 16 settembre 2018 |
| 2.  | 9 045 | Ashton Eaton      | Pechino      | 29 agosto 2015    |
| 3.  | 9 026 | Roman Šebrle      | Götzis       | 27 maggio 2001    |
| 4.  | 9 018 | Damian Warner     | Tokyo        | 5 agosto 2021     |
| 5.  | 8 994 | Tomáš Dvořák      | Praga        | 4 luglio 1999     |
| 6.  | 8 909 | Sander Skotheim   | Götzis       | 1 giugno 2025     |
| 7.  | 8 891 | Dan O'Brien       | Talence      | 5 settembre 1992  |
| 8.  | 8 867 | Garrett Scantling | Fayetteville | 7 maggio 2022     |
| 9.  | 8 836 | Leo Neugebauer    | Austin       | 8 giugno 2023     |
| 10. | 8 832 | Bryan Clay        | Eugene       | 30 giugno 2008    |

### Femminili
Statistiche aggiornate il 2 marzo 2022.
|     | Punti | Atleta             | Luogo     | Data              |
| --- | ----- | ------------------ | --------- | ----------------- |
| 1.  | 8 358 | Austra Skujytė     | Columbia  | 15 aprile 2005    |
| 2.  | 8 246 | Jordan Gray        | San Mateo | 22 agosto 2021    |
| 3.  | 8 150 | Marie Collonvillé  | Talence   | 26 settembre 2004 |
| 4.  | 7 885 | Mona Steigauf      | Ahlen     | 21 settembre 1997 |
| 5.  | 7 798 | Irina Karpova      | Talence   | 26 settembre 2004 |
| 6.  | 7 742 | Anna Snetkova      | Krasnodar | 20 settembre 2003 |
| 7.  | 7 577 | Tiffany Lott-Hogan | Lage      | 10 settembre 2000 |
| 8.  | 7 470 | Julie Martin       | Arles     | 28 ottobre 2001   |
| 9.  | 7 245 | Magalys García     | Vienna    | 29 giugno 2002    |
| 10. | 7 233 | Tiia Hautala       | Kangasala | 13 settembre 1997 |

## Migliori prestazioni per specialità
Di seguito le migliori prestazioni mondiali realizzate da un atleta in una gara di decathlon ed il conseguente punteggio che ne deriverebbe sommandole.
| Specialità             | Atleta         | Prestazione | Punti  |
| ---------------------- | -------------- | ----------- | ------ |
| 100 metri piani        | Damian Warner  | 10"12       | 1 066  |
| Salto in lungo         | Simon Ehammer  | 8,45 m      | 1 178  |
| Getto del peso         | Edy Hubacher   | 19,17 m     | 1 048  |
| Salto in alto          | Derek Drouin   | 2,28 m      | 1 071  |
| 400 metri piani        | Ashton Eaton   | 45"00       | 1 060  |
| 110 metri ostacoli     | Damian Warner  | 13"36       | 1 059  |
| Lancio del disco       | Leo Neugebauer | 57,70 m     | 1 032  |
| Salto con l'asta       | Tim Lobinger   | 5,76 m      | 1 152  |
| Lancio del giavellotto | Peter Blank    | 79,80 m     | 1 040  |
| 1500 metri piani       | Robert Baker   | 3'58"7 m    | 963    |
| totale                 | totale         | totale      | 10 630 |

## Decatleti celebri
Il britannico Daley Thompson è stato il dominatore della specialità durante gli anni ottanta: fu campione olimpico (due ori consecutivi nel 1980 e nel 1984), mondiale, europeo e del Commonwealth, e migliorò il record mondiale per quattro volte. La sua rivalità con il tedesco Jürgen Hingsen fu leggendaria. I due continuarono a strapparsi il primato mondiale, ma Thompson ebbe sempre la meglio nelle manifestazioni principali, rimanendo imbattuto in tutte le competizioni per nove anni, dal 1979 al 1987.
Il più famoso decatleta degli anni novanta è stato senza dubbio Dan O'Brien, atleta statunitense che ha dominato la disciplina per lunghi anni, avendo vinto tre titoli mondiali consecutivi (1991, 1993, 1995) e un titolo olimpico (Atlanta 1996) oltre ad aver detenuto a lungo il record mondiale della disciplina con 8 891 punti.
Negli ultimi anni gli atleti più forti e continui sono stati i cechi Tomáš Dvořák e Roman Šebrle: il primo ha di poco mancato la fatidica quota di 9 000 punti, fermandosi a 8 994, mentre il secondo l'ha ampiamente superata, primo uomo al mondo, arrivando a 9 026 punti.

## Decathlon femminile
Nel 2003, al congresso di Parigi, la IAAF ha deliberato di riconoscere, dal 1º gennaio 2004, la nuova specialità femminile, secondo quanto deciso ufficialmente al congresso di Edmonton 2001; sono state stabilite le tabelle dei punteggi e riorganizzate le gare con un diverso ordine, in maniera invertita rispetto al decathlon maschile: 100 metri piani, lancio del disco, salto con l'asta, lancio del giavellotto, 400 metri piani, 100 metri ostacoli, salto in lungo, getto del peso, salto in alto e 1500 metri piani.
Il record mondiale appartiene alla lituana Austra Skujytė, che ha totalizzato 8 358 punti al meeting di Columbia il 15 aprile 2005.